# Екатерининский учительский институт
Екатерининский учительский институт — педагогическое учебное заведение (учительский институт) Российской империи, существовавшее в Тамбове с 1870 по 1918 год для подготовки приготовления учителей для городских, уездных и начальных народных школ и училищ.

## История
31 марта 1870 года в Тамбове, обер-камергером и меценатом  Э. Д. Нарышкиным был создан Екатерининский учительский институт, для подготовки приготовления учителей для городских, уездных и начальных училищ. Первым директором института был назначен член Временной комиссии по пересмотру устава духовной цензуры при Святейшем правительствующем синоде А. И. Забелин. В 1871 году здание бывшего Тамбовского кадетского корпуса по улице Кадетской (Студенецкой) было передано под Екатерининский учительский институт, вместе с кадетской церковью  Михаила Архангела (постройка 1840 года) и после перестройки здания и церкви губернским архитектором М. Ф. Мейшером был начат учебный процесс. Также при институте была создана начальная школа.
Екатерининский учительский институт готовил кадры для городских, уездных и начальных народных школ и училищ. Основное управление институтом было сосредоточено в руках педагогического совета, под руководством директора, а также из всех преподавателей института и учителей городского училища, состоящих при институте. Обучение составляло трёхгодичный срок. Для обучения принимались молодые люди не моложе шестнадцати лет, как духовного, так и крестьянского сословия, воспитанников института принимали на полное содержание и самым бедным из них выплачивалась стипендия. Число воспитанников института составляло до семидесяти пяти человек. В  институте преподавались такие предметы как:  педагогика, русский и церковно-славянский языки, чистописание, Закон Божий, черчение, рисование, пение, гимнастика, арифметика, алгебра, геометрия, физика,   история и география. Окончившие полный курс обучения в институте получали аттестаты на звание учителя городского училища, и были обязаны отработать на должности учителя не менее шести лет. Ежегодный выпуск в институте составлял от двадцати до тридцати учителей.
После Октябрьской революции, в 1918 году институт был реорганизован в учительскую семинарию. В 1919 году возникли — педагогические курсы, в 1921 году на базе курсов был создан педагогический техникум, в 1936 году техникум был преобразован в педагогическое училище. В 1994 году педагогическое училище было преобразовано в педагогический колледж и с 2006 года этот колледж в качестве структурного подразделения вошёл в состав  Тамбовского государственного университета.

## Директора
- Забелин, Алексей Иванович (1870—1884)
- Дубасов, Иван Иванович (1884—1900)[2]

## Известные преподаватели
- Серафим (Жемчужников) — епископ Аксайский, викарий Донской епархии
- Иннокентий (Бусыгин) — епископ Русской православной церкви
- Высотский, Николай Иванович — педагог, действительный статский советник
- Александров, Иван Иванович — математик, педагог, популяризатор науки
- Духавин, Иван Петрович — преподаватель музыки, действительный статский советник[2]

## Известные выпускники
- Сергеев-Ценский, Сергей Николаевич — писатель, академик АН СССР
- Семёнов, Александр Александрович — доктор исторических наук, профессор, один из основателей Ташкентского университета, академик АН Таджикской ССР (1951), член-корреспондент АН Узбекской ССР
- Толстяков, Павел Нилович — композитор, хоровой дирижёр. фольклорист
- Киселёв, Андрей Евдокимович — депутат Государственной думы II созыва от Тамбовской губернии[2]